# Klarissenkloster St. Magdalena (Regensburg)

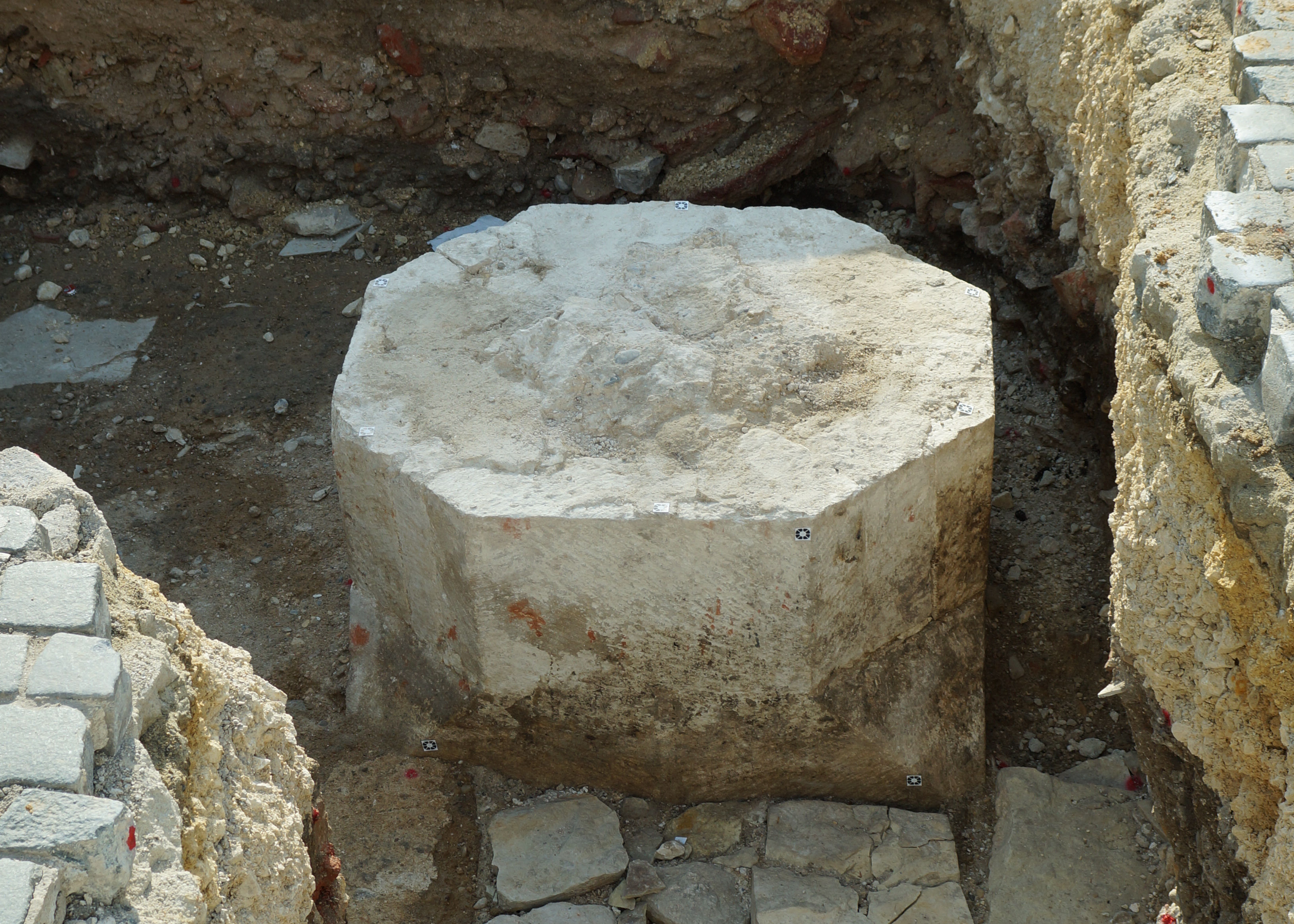
Säulenfragment der Klosterkirche St. Magdalena

Das 1233 gegründete Klarissenkloster St. Magdalena war ein Kloster der Klarissen in Regensburg auf dem heutigen Dachauplatz, das 1809 zerstört wurde. Bis 1974 bestand der Konvent im ehemaligen Kapuzinerkloster in der Ostengasse weiter. 

## Lage
Die Kirche des Klarissenklosters nahm die Mitte des heutigen Dachauplatzes ein. Heute steht dort das Parkhaus Dachauplatz (D.-Martin-Luther-Straße 2).
Das Gelände des Klosters umfasste neben dem Gebiet des Dachauplatzes die Westfront der D.-Martin-Luther-Straße bis zur Einmündung des Sträßchens Am Königshof. Außerdem gehörten zum Kloster die gegenüberliegenden Anwesen bei der Einmündung des Minoritenwegs.

## Geschichte

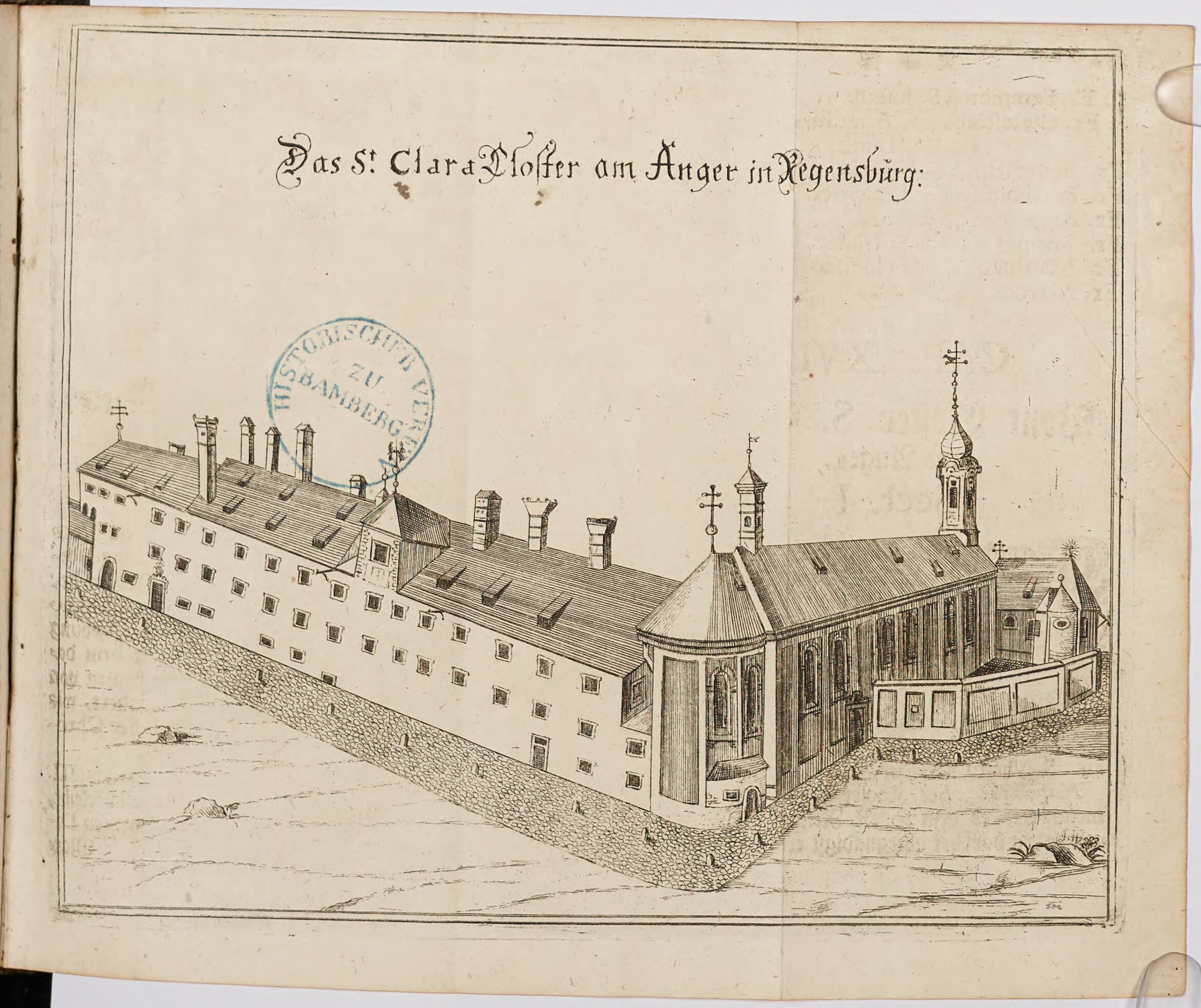
Das Kloster um das Jahr 1750

Das Klarissenkloster wurde vor 1233 durch Rudolf errichtet, einen Priester aus Worms und Begründer des Ordens der Magdalenerinnen. Das Kloster bestand schon im Jahre 1228, noch zu Lebzeiten der heiligen Klara. Von den nahegelegenen Minoriten betreut, schlossen die Magdalenerinnen sich 1286 den Klarissen an.
Um das Jahr 1327 brannte das Kloster vollständig nieder, wurde aber umgehend auf der römischen Grundmauer wieder aufgebaut. Infolge der Reformation war es um 1580 fast verlassen, nur vier Chorschwestern lebten noch dort. In späterer Zeit erblühte der Konvent wieder.
Aus dem 18. Jahrhundert existiert eine Zeichnung des Klosters, auf der neben dem Klostergebäude auch die Apsis der kleinen Kapelle Zum nackten Herrgott zu erkennen ist. Die Apsis steht genau an der Stelle, wo man den damals nicht mehr vorhandenen südlichen Flankenturm des ehemaligen östlichen Tores des römischen Legionslagers Castra Regina vermuten muss. Nach der Zerstörung des Klosters hat man dort 1873 bei Grabungen nicht nur die Fundamente des Klosters, sondern auch die steinerne Bauinschrift, die sog. Gründungsurkunde des Legionslagers gefunden, die Bestandteil des Osttores, der Porta principalis dextra von Castra Regina war.
1783 wurde durch Joseph August von Toerring an die Klarissen das Ansuchen gestellt, eine Mädchenschule einzurichten, was lange Verhandlungen betreffs der Vereinbarkeit der Schule mit dem Wesen des kontemplativen Ordens zur Folge hatten, die bis nach Rom gingen. Durch Vermittlung des Kardinalprotektors Salviati konnte das Kloster die Übernahme des Unterrichts abschlagen. Die Lage änderte sich jedoch, und 1803 stand der Konvent vor der Aufhebung, sollte die Nonnen weder Krankenpflege noch Schulunterricht übernehmen. Der Konvent entschied sich für die Übernahme der Mädchenschule der unteren Stadt und entging so der Säkularisation.
Im Fünften Koalitionskrieg, in der Schlacht von Regensburg am 23. April 1809, brannte das Kloster vor dem Schwarzen Burgtor (heute Dachauplatz) durch die Beschießung Napoleons nieder, nachdem französische Soldaten das Kloster geplündert hatten. Die damalige Äbtissin, Maria Aloysia Kerschensteiner, schilderte dieses Ereignis:

„Nach vier Uhr kamen dann die Franzosen im Sturm, sprengten die Kirchentür ein und drangen sogleich durch die Sakristei, wo sie die eiserne Tür eingehauen, auf den Keller zu. In dieser Stunde drangen sie auch zum großen Tor herein, alles auf den Keller zu. Da wir alles herbeibrachten an Speise und Trank, Bier und Wein, so daß wir nichts mehr hatten, verlangten sie Geld. Immer zahlreicher wurden die Franzosen, auf dem Schlafhaus fingen sie schon zu plündern an. Sodann sagte der Beichtvater: ‚Jetzt müssen wir gehen.‘ Ich sagte: ‚Wohin denn?‘ Er gab zur Antwort: ‚In das Lazarett, so im Minoritenkloster war.‘ Wir gingen mit ihm schnell hinaus und ließen das Kloster mit tausend Franzosen, die alles ausgeplündert haben, im Stich.“

Vom zerstörten Kloster standen nur noch die Friedhofskapelle, das Archiv und die Gewölbe unter der Apotheke. Gerettet wurden eine Reliquie des hl. Blutes, eine gotische Marienstatue (jetzt in der Seitenkapelle der Klosterkirche) und ein Ölgemälde der hl. Klara (rechts am Hochaltar der Klosterkirche).
Da der Konvent in der Zeit der Säkularisation nicht aufgehoben wurde, suchten die Klarissen nach der Zerstörung des Klosters eine neue und dauerhafte Unterkunft, und fanden sie schließlich mit Erlaubnis des Königs Maximilian I. Joseph 1810–11 im ehemaligen Kapuzinerkloster in der Ostengasse, wo der Konvent 1974 aufgelassen wurde.